# Baryphymula
Baryphymula là một chi nhện trong họ Linyphiidae.